# Daiki Iwamasa

 Hokkaido Consadole Sapporo
Daiki Iwamasa (jap. 岩政 大樹; Iwamasa Daiki; * 30. Januar 1982 in Suō-Ōshima) ist ein japanischer ehemaliger Fußballspieler und heutiger Fußballtrainer.

## Karriere

### Spieler

#### Verein
Iwamasa spielte in der Jugend für die Schulmannschaft der Iwakuni-Oberschule und für die Gakugei-Universität Tokio. Im Anschluss hatte der gelernte Mathematiklehrer die Möglichkeit zum FC Tokio zu gehen, er entschied sich jedoch für die Kashima Antlers, für die der Verteidiger im Jahr darauf debütierte. Im ersten Jahr erzielte Iwamasa in 18 Partien vier Treffer und wurde zum Stammspieler. In den Jahren 2007 bis 2009 gewann der große, athletische und kopfballstarke Iwamasa, der außerdem ein Spezialist für Freistöße ist, mit den Kashima Antlers jeweils die Meisterschaft der J. League und wurde in die beste Elf der Saison gewählt. Im Januar 2014 ging er nach Thailand, wo er einen Vertrag beim Erstligisten BEC Tero Sasana FC unterschrieb. Mit BEC gewann er 2014 dem Thai League Cup. Nach einer Saison kehrte er nach Japan zurück. Hier schloss er sich dem Zweitligisten Fagiano Okayama aus Okayama an. Nach 82 Ligaspielen und zehn erzielten Toren wechselte er im Januar 2017 zum fünftklassigen Tokyo United FC. Am 1. Januar 2019 beendete er seine Karriere als Fußballspieler.

#### Nationalmannschaft
Daiki Iwamasa wurde 2008 erstmals ins Aufgebot der japanischen Nationalmannschaft berufen und debütierte am 10. Oktober 2009 im Länderspiel gegen Schottland. Er stand im japanischen Kader bei der Fußball-Weltmeisterschaft 2010 in Südafrika, bei der Japan bis ins Achtelfinale vorstieß, er selbst jedoch zu keinem Einsatz kam.

### Trainer
Daiki Iwamasa begann seine Trainerkarriere im Januar 2021 bei der Universitätsmannschaft der Jobu University in Isesaki. Hier stand er bis Januar 2022 unter Vertrag. Im Februar 2022 unterschrieb er einen Vertrag beim Erstligisten Kashima Antlers. Hier übernahm er für fünf Spiele die Mannschaft als Interimstrainer. Von Mitte März 2022 arbeitet er als Co-Trainer unter dem Schweizer René Weiler. Nach dessen Entlassung im August 2022 wurde er zum Cheftrainer befördert. Bei den Antlers stand er bis Saisonende 2023 unter Vertrag. Im Januar 2024 ging er nach Vietnam. Hier übernahm er das Traineramt beim Erstligisten Hà Nội FC. Hier stand er bis Mitte Juli 2024 unter Vertrag. Nach kurzer Vereinslosigkeit übernahm er Anfang 2025 das Traineramt bei dem in zweite Liga abgestiegenen Hokkaido Consadole Sapporo.

## Erfolge

### Spieler
Kashima Antlers
- Japanischer Meister:  2007, 2008, 2009
- Japanischer Pokalsieger: 2007
- Japanischer Supercup-Sieger: 2009, 2010

BEC Tero Sasana FC
- Thailändischer Ligapokalsieger: 2014

## Auszeichnungen

### Spieler
- J. League Elf der Saison: 2008, 2009